# Ángel Franco Gutiez
Ángel Antonio Franco Gutiez (Almanza, província de Lleó, 9 de desembre de 1945) és un polític valencià d'origen lleonès.

## Trajectòria
Llicenciat en Filosofia i Lletres per la Universitat de Madrid en 1973, fou professor d'Institut. Fou secretari general de la UGT de la província d'Alacant (1977-1988) i Secretari de Política Econòmica del PSPV-PSOE des de 1990.
Ha estat diputat per la província d'Alacant per aquest partit a les eleccions generals espanyoles de 1979 i senador per la mateixa província a les eleccions generals espanyoles de 1982, 1986, 1989, 1993, 1996, 2000 i 2008.
Considerat proper a les tesis de Joan Lerma i Blasco, en la Vaga general espanyola de 1988 va posicionar-se a favor del PSOE contra les tesis de la UGT. A les eleccions municipals espanyoles de 2003 fou escollit regidor de l'ajuntament d'Alacant. El setembre de 2004 va dimitir com a secretari general del PSPV d'Alacant, càrrec que ocupava des del 1996. A causa de la menció del seu nom a uns informs del cas Rabassa, publicats a mitjans locals, el 2014 va demanar la baixa en el PSPV-PSOE. El 2016 es va reincorporar a la participació en el partit quan es va arxivar el cas i es va obrir a Alacant un altre panorama mediàtic i polític. El 2017 va abraçar la candidatura de Ximo Puig a la Secretaria General del PSPV.